# Інститут червоної професури (Москва)
Інститут червоної професури (ІЧП) — спеціальний вищий навчальний заклад ЦК ВКП(б) для підготовки вищих ідеологічних кадрів партії та викладачів громадських наук у вишах.

## Історія і структура
Утворено відповідно до постанови РНК РРФСР від 11 лютого 1921 року «Про заснування Інститутів з підготовки Червоної Професури»
Перший випуск відбувся 1924 року. За п'ять випусків (1924-1928) Інститутом було випущено 194 слухача, з них 88 економістів, 42 філософи, 32 російських історика, 18 західних істориків, 9 фахівців з природничих наук, 5 правників.
1938 року замість ІЧП було створено єдину Вищу школу марксизму-ленінізму при ЦК ВКП(б), яка 1946 року була реформована в Академію суспільних наук при ЦК КПРС.
Розміщувався у Москві в приміщенні Страсного монастиря. Курс навчання становив 3 роки. 1924 року було додано ще один рік.
Під час створення було три відділення: економічне, історичне й філософське.
1924 року організовано підготовче відділення, правниче та природниче.
1927 — історико-партійне й літературне відділення.
1930 року відділення були реорганізовані в самостійні інститути. Станом на 1931 рік було 10 Інститутів червоної професури:
- Історичний (відомі слухачі: Сергій Круглов)
- Історико-партійний (1931 року директором був Омелян Ярославський, у 1932–1935 роках — Вільгельм Кнорін, у 1932–1934 роках заступником директора був Борис Пономарьов; відомі слухачі: Олександр Алемасов, Олександр Щербаков, Олексій Іонов)
- Економічний (існував у 1931–1938, директори: 1930–1932 Еммануїл Квірінг; випускники: Іван Большаков, Микола Вознесенський, Іван Лаптєв, Володимир Муратов, Анатолій Пашков)
- Філософії та природничих наук; влітку 1930 року філософське відділення ІЧП було організовано в Інститут червоної професури філософії та природничих наук (ІЧПФтаПН) (випускники: Каммарі (1931))
- Аграрний
- Світового господарства і світової політики
- Радянського будівництва і права
- Літературний
- Техніки та природничих наук
- Підготовки кадрів (колишнє підготовче відділення)

1931 року до Інституту приєднали аспірантури НДІ Комуністичної академії

## Керівники
- 1921–1931 — Покровський Михайло Миколайович (1868–1932)
- 1932–1938 — Юдін Павло Федорович (1899–1968)

## Викладачі та студенти
Гостра нестача викладачів змусила керівництво залучати також і безпартійних професорів. Серед них були, наприклад, активні меншовики Рожков, Ісак Рубін, Володимир Громан, Любов Аксельрод-Ортодокс, бундовець Розенфельд, більшовик-антиленінець, який під час Громадянської війни співпрацював з меншовиками Володимир Базаров, Олександр Савин, Петро Лященко, a також Микола Граціанський, Сергій Бахрушин, Євген Тарле, Борис Греков, Струве, Ігнатій Крачковський, Марр, Іван Мещанінов, Абрам Деборин, Мішулін, Косьмінський, Тімірязєв (син) та інші.
Серед партійних професорів були: Микола Бухарін, Михайло Покровський, В'ячеслав Волгін,Володимир Невський,Микола Лукін, Анатолій Луначарський, Омелян Ярославський, Карл Радек, Крумін, Еммануїл Квіринг, Євген Преображенський, Микола Криленко, Пашуканіс, Берман, Євген Варга, Павло Міф, Бела Кун, Пальміро Тольятті, Васіл Коларов, Вільгельм Пік, Отто Куусінен та інші. Періодично з доповідями виступали Сталін, Лев Троцький, Зинов'єв, Лазар Каганович, Калінін, Дмитро Мануїльський, Андрій Бубнов, роберт Ейдеман та інші.
Серед випускників Інституту червоної професури, які займались педагогічною та науковою діяльністю, були історики Микола Ванаг, Есфір Генкіна, Сергій Дубровський, Ісак Мінц, Анна Панкратова, Аркадій Сидоров, Сергій Томсинський та інші.
У той же час велика кількість випускників після закінчення Інституту працювали в партійних та радянських закладах.
Серед випускників ІЧП були майбутні члени та кандидати в члени Політбюро й секретарі ЦК: Михайло Суслов, Олександр Щербаков, Микола Вознесенський, Петро Поспелов, Борис Пономарьов, Арвід Пельше, Павло Юдін; а також відомі діячі партії й держави: Лев Мехліс, Марк Мітін, Семен Шабалін; поети Олексій Сурков, Степан Щипачов та інші.
В Інституті навчались і представники так званої бухаринської школи.

## Відбір студентів
До вступних іспитів допускались особи, направлені ЦК чи обкомом партії, як правило, з вищою освітою. Спочатку приймали і безпартійних студентів, проте 1922 року вже був потрібен дворічний партійний стаж, потім трирічний, 1924 — п'ять року, до 1929 вимагалось до 8 й 10 років стажу на певних відділеннях.
На початку 1920-х років для прийому осіб до Інституту червоної професури була створена мандатна комісія, до якої входили представники ЦК партії, правління і слухачів Інституту. Відносно кожного кандидата вона виносила постанову. За позитивного рішення мандатної комісії заяви надходили до правління. Воно розглядало їх і допускало (чи ні) абітурієнтів до подання самостійної письмової роботи з обраної спеціальності, яка мала довести здатність вступника до наукового дослідження. Ті, чиї праці визнавались задовільними, допускались до усного колоквіуму з теоретичної економії, філософії, російської та загальної історії. У 1920-х роках одним з основних джерел комплектування Інституту були випускники Комуністичного університету ім. Свердлова. Серед слухачів були й особи, які працювали викладачами, а також партійні працівники, що займали до вступу відповідальні пости (секретарі райкомів, губкомів, завідувачі районними агітпропами тощо).

## Навчальний процес
Основною формою навчання в Інституті червоної професури у 1920-х роках була робота в семінарах, де слухачі вивчали й обговорювали питання економічної теорії Карла Маркса, історії матеріалістичних та діалектичних вчень, історії революцій, робітничого й селянського рухів, соціально-економічної історії. Багато їхніх праць мали дослідницький характер. Слухачі Інституту видавали велику кількість книжок, статей, активно брали участь у наукових дискусіях та конференціях. Обов'язковою частиною навчального процесу була партійна робота (викладання в партшколах, ведення агітаційно-пропагандистської роботи, робота на підприємствах секретарями партійних ланок комуністів тощо) й педагогічна практика (ведення курсів за своєю спеціальністю у вишах і на робфаках). У 2-й половині 1920-х років слухачі Інституту брали активну участь у боротьбі з опозиційними течіями у ВКП(б).